# Communauté de communes entre Somme et Loire
La communauté de communes entre Somme et Loire est une ancienne structure intercommunale française appartenant à la région Bourgogne-Franche-Comté et au département de Saône-et-Loire.

## Historique
- La communauté de communes est née de la fusion de la communauté de communes du canton de Bourbon-Lancy et de la communauté de communes du canton d'Issy-l'Évêque le 1er janvier 2012[1].
- Le 1er janvier 2017, avec la mise en place du nouveau schéma départemental de coopération intercommunale, la communauté de communes fusionne avec la communauté de communes du Pays de Gueugnon pour former la communauté de communes entre Arroux, Loire et Somme.

## Composition
Elle comporte les communes suivantes :
| Nom                   | Code Insee | Gentilé        | Superficie (km2) | Population (dernière pop. légale) | Densité (hab./km2) |
| --------------------- | ---------- | -------------- | ---------------- | --------------------------------- | ------------------ |
| Bourbon-Lancy (siège) | 71047      | Bourbonniens   | 55,73            | 5 069 (2014)                      | 91                 |
| Chalmoux              | 71075      | Chalmouxois    | 38,47            | 674 (2014)                        | 18                 |
| Cressy-sur-Somme      | 71152      | Cressyçois     | 28,13            | 193 (2014)                        | 6,9                |
| Cronat                | 71155      | Cronatiens     | 60,62            | 555 (2014)                        | 9,2                |
| Cuzy                  | 71166      | Cuzyquois      | 17,91            | 129 (2014)                        | 7,2                |
| Gilly-sur-Loire       | 71220      | Gillyssois     | 22,63            | 504 (2014)                        | 22                 |
| Grury                 | 71227      | Grurissois     | 46,02            | 537 (2014)                        | 12                 |
| Issy-l'Évêque         | 71239      | Issyquois      | 71,13            | 778 (2014)                        | 11                 |
| Lesme                 | 71255      | Lesmois        | 5,08             | 191 (2014)                        | 38                 |
| Maltat                | 71273      | Maltadiens     | 31,35            | 293 (2014)                        | 9,3                |
| Marly-sous-Issy       | 71280      | Issymarlyssois | 21,42            | 87 (2014)                         | 4,1                |
| Mont                  | 71301      |                | 16,18            | 208 (2014)                        | 13                 |
| Montmort              | 71317      | Montmortois    | 31,73            | 195 (2014)                        | 6,1                |
| Perrigny-sur-Loire    | 71348      | Patriniacois   | 15,40            | 141 (2014)                        | 9,2                |
| Saint-Aubin-sur-Loire | 71389      |                | 10,86            | 312 (2014)                        | 29                 |
| Sainte-Radegonde      | 71474      |                | 22,95            | 170 (2014)                        | 7,4                |
| Vitry-sur-Loire       | 71589      | Vitryçois      | 27,38            | 440 (2014)                        | 16                 |

## Administration

### Conseil communautaire
Le conseil communautaire est composé de 38 délégués issus de chacune des communes membres.
| Nombre de délégués | Communes                                                                                             |
| ------------------ | --- |
| 10                 | Bourbon-Lancy                                                                                        |
| 3                  | Cronat, Chalmoux, Grury, Issy-l'Évêque |
| 2                  | Gilly-sur-Loire, Maltat, Saint-Aubin-sur-Loire, Vitry-sur-Loire                                      |
| 1                  | Cressy-sur-Somme, Cuzy, Lesme, Marly-sous-Issy, Mont, Montmort, Perrigny-sur-Loire, Sainte-Radegonde |

### Présidence
La communauté de communes est présidée par Didier Cénard.
| Période                                  | Période | Identité        | Étiquette | Qualité  |
| ---------------------------------------- | ------- | --------------- | --------- | -------- |
| 2012                                     | 2014    | Édith Gueugneau | PS        | Députée. |
| 2014                                     | 2016    | Didier Cénard   |           |          |
| Les données manquantes sont à compléter. |         |                 |           |          |